# Jakob Keusen
Jakob Keusen (* 1966; † 29. August 1989), genannt „Jake“, war ein deutscher Musiker und Schlagzeuger. Bekannt wurde er durch seine Mitarbeit bei der Düsseldorfer Band Die Profis, für die er von 1984 bis zu seinem Tod 1989 spielte, und durch sein Gastspiel bei der Band Die Toten Hosen.

## Mitglied derToten Hosen
Nachdem Trini Trimpop im Oktober 1985 „Die Toten Hosen“ verlassen hatte, sprang Keusen für ihn ein. Aufgrund unterschiedlicher musikalischer Vorstellungen war jedoch von Beginn an klar, dass dieses Engagement zeitlich begrenzt bleiben würde. Im Januar 1986 wurde Jakob Keusen von Wolfgang Rohde abgelöst. Auf der Tournee 1987 hatte Keusen nochmals einige Gastspiele bei den Toten Hosen, nachdem Rohde sich beim Festival in Roskilde verletzt hatte. Keusen eignete sich über Nacht das gesamte Repertoire der Band an und sprang kurzfristig ein. Veröffentlicht wurde sein Auftritt auf dem Album Bis zum bitteren Ende.

## Tod
Keusen wurde 1989 von einem Nachbarn, der sich von seinen Schlagzeugproben im Keller des Hauses gestört fühlte, erstochen. Der Täter wurde Ende 1990 zu einer Freiheitsstrafe von acht Jahren verurteilt.